# Новосад Василь Тарасович
Новосад Василь Тарасович (псевдо: «Луцько»; 1922 р., Поториця — 13 грудня 1944, Розжалів) — секретар окружної референтури Служби безпеки ОУН(р) Сокальщини.

## Життєпис

Новосад Василь та Ганна Прихідько — працівниця жіночої сітки ОУН (ліворуч).

Народився в 1922 році в с. Поториця (Сокальський р-н, Львівська обл.).
В 1944 році займав посаду секретаря окружної референтури Служби безпеки ОУН(р) Сокальщини.

## Смерть
13 грудня 1944 р. під час облави військами НКВС в селі Розжалів (Радехівський р-н, Львівська обл.) в одній із криївок разом зі соратниками покінчив життя самогубством аби не потрапити живим в руки ворога.